# Maḩalleh-ye Jān Bārāzūn
Maḩalleh-ye Jān Bārāzūn (persiska: جان برازان, جُمبَرزَن, Jān Barāzān, محله جان بارازون) är en ort i Iran.   Den ligger i provinsen Yazd, i den centrala delen av landet, 500 km sydost om huvudstaden Teheran. Maḩalleh-ye Jān Bārāzūn ligger 2 569 meter över havet och antalet invånare är 290.
Terrängen runt Maḩalleh-ye Jān Bārāzūn är bergig västerut, men österut är den kuperad.Runt Maḩalleh-ye Jān Bārāzūn är det glesbefolkat, med 8 invånare per kvadratkilometer. Närmaste större samhälle är Taft, 18,9 km norr om Maḩalleh-ye Jān Bārāzūn. Trakten runt Maḩalleh-ye Jān Bārāzūn är ofruktbar med lite eller ingen växtlighet.